# Мотосу (Ґіфу)

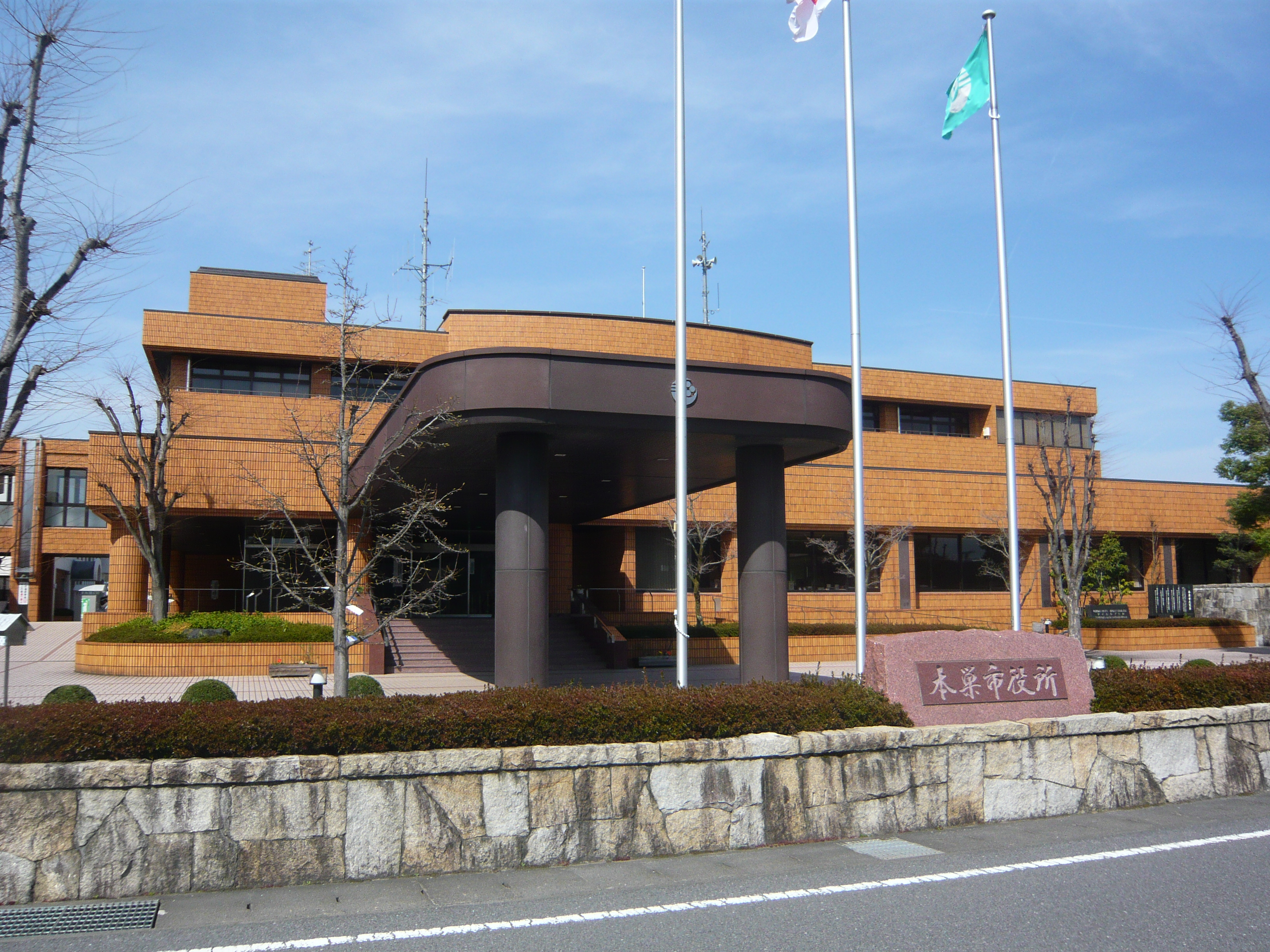
Мотосу Сіті Холл

35°28′59″ пн. ш. 136°40′43″ сх. д. / 35.48306° пн. ш. 136.67861° сх. д.
Мото́су (яп. 本巣市, もとすし, МФА: [motosu̥ ɕi]) — місто в Японії, в префектурі Ґіфу.

## Короткі відомості
Розташоване в західній частині префектури. Винило на основі сільських поселень раннього нового часу. Отримало статус міста 1 березня 2004 року. Основою економіки є сільське господарство, садівництво та виготовлення електроприладів. Станом на 1 квітня 2009 площа міста становила 374,57 км². 

## Демографія
За даними японського перепису населення, чисельність населення Мотосу досягла піка близько 2010 року і відтоді зменшується. Станом на 1 липня 2011 населення міста становило 35 007 осіб.